# 3531 Круїкшенк
3531 Круїкшенк (3531 Cruikshank) — астероїд головного поясу, відкритий 30 березня 1981 року.
Тіссеранів параметр щодо Юпітера — 3,351.